# Memex
Memex és un dispositiu hipotètic descrit per Vannevar Bush, director de la “Office of Scientific Research and Development” al seu article "As We May Think" de 1945 en el que s'emmagatzemarien tota mena de documents. El seu nom respon a la contracció de "Memory Expander". Aquest dispositiu constaria d'una taula amb teclat i palanques que permetrien la consulta de dades emmagatzemats en microfilms que posteriorment serien projectats en unes pantalles translúcides. L'aparell inclouria també una opció perquè l'usuari poguera prendre anotacions als marges, de manera que l'usuari es converteix, al seu torn, en autor.

## Antecedents
Vannevar Bush es trobava estupefacte per "la creixent muntanya d'investigacions" a la que havien d'enfrontar-se els treballadors en tots els camps i es va adonar que el nombre de publicacions ja havia crescut molt més enllà de la nostra capacitat d'aprofitar realment la informació acumulada. La solució a aquest problema es trobaria si es resolgués la recuperació de la informació. Quan dades de qualsevol tipus s'emmagatzemaven en aquella època, es feia amb índexs, amb un ordre alfabètic o numèric, i la informació es localitzava seguint-li la pista a través de classes i subclasses. Així doncs, s'havia de tenir regles per a localitzar-la, que sovint resultaven incòmodes i enutjoses. I una vegada la trobàvem, havien de tornar a eixir del sistema i triar una ruta nova, però, la ment humana no funciona així. Actua per mitjà de l'associació, és a dir, quan troba un element al seu abast, instantàniament passa al següent, que es troba suggerit per l'associació de pensaments, mitjançant una intricada xarxa de senders d'informació localitzats a les cèl·lules del cervell.

## Funcionament
Bush proposa el dispositiu Memex, capaç de portar a terme d'una manera més eficient i més semblant a la ment humana, la manipulació de fets reals i de ficció. Segons explica: "Un memex és un dispositiu en el qual una persona guarda els seus llibres, arxius i comunicacions, dotats de mecanismes que permeten la consulta amb gran rapidesa i flexibilitat. És un accessori o suplement íntim i ampliat de la seua memòria".
Es tractava d'un aparell d'ús individual privat que emmagatzemava llibres, arxius i comunicacions com fan les biblioteques, però la seua cerca és mecanitzada i ràpida. El que Bush veia mentalment és en part un ordinador contemporani i en part un sofisticat programa d'hipertext. La manera que descriu l'ús del seu Memex és una descripció perfecta de com un lector contemporani es mou per l'hipertext: "...construeix un camí a través del laberint de materials disponibles seguint el seu propi interès." A més de cercar i recuperar informació, el Memex també permetia al lector "afegir notes als marges i comentaris", valent-se d'un possible tipus de fotografia seca; i fins i tot podria fer-lo amb un sistema d'agulles, com el telègraf que es veu avui dia en les sales d'espera de les estacions del ferrocarril, igual que si tinguera la pàgina física davant d'ell.
Bush està convençut de la necessitat d'anotar, durant la lectura, els pensaments transitoris i les reaccions al text. Amb aquest èmfasi, el que fa Bush és redefinir el concepte de lectura com un procés actiu que implica escriptura. I, segon, la referència al lector perspicaç i actiu, que pot anotar un text "igual que si tinguera la pàgina física davant d'ell", testifica la necessitat de concebre un text més virtual que físic. Una de les coses més curioses sobre la posició de Bush és com utilitza les limitacions d'una forma de text per a idear una tecnologia nova, i com aquesta ens duu, al seu torn, a una concepció totalment nova del text. No són solament les seues capacitats per a recuperar la informació i anotar-la, sinó també el seu sistema d'índex "per associació", que els actuals sistemes de l'hipertext denominen nexe, "la idea bàsica del qual és la capacitat de qualsevol article per a, al seu torn, seleccionar, immediata i automàticament, altre article".
Bush descriu com els lectors crearien "trajectes infinits" amb aquestos nexes: "En elaborar un trajecte, l'usuari primer li dona un nom, després introdueix dit nom en el seu llibre de codis i ho tecleja en el teclat. Davant d'ell estan els dos articles que han d'unir-se projectats en dues superfícies de visionat adjacent. Sota ells, hi ha uns espais per a codis en blanc i un punter per a designar-los. L'usuari només ha de tocar una tecla i els dos articles es troben units. En cada espai per a codis consta el codi pertinent del codi associat. També en l'espai per a codis, però sense que es veja, hi ha una sèrie de punts que seran llegits per una cèl·lula fotoelèctrica; aquests indiquen, amb la seua posició relativa, el nombre d'índex de l'altre article. Més endavant, cada vegada que es visione un dels articles, l'altre podrà ser recuperat amb simplement estrènyer un botó situat sota corresponent codi".